# بري آدم شري هيرالي
بري آدم شري (هيرالي) (بالصومالية: Barre Aadan Shire)‏ المعروف بـ (برّي هيرالي) سياسي صومالي شغل منصب وزير الدفاع في الحكومة الفيدرالية الانتقالية (TFG) كما شغل منصب وزير إعادة الإعمار، قاد بري هيرالي قبل ذلك تحالف وادي جوبا الذي بسط سيطرته إبان الحرب الأهلية على جنوب الصومال وتمركز في مدينة كيسمايو الساحلية الاستراتيجية ثالث أكبر مدينة في البلاد.

## خلفية تاريخية
ولد بري هيرالي في غيلادي التابعة للمنطقة الصومالية (أوغادين) في إثيوبيا، ثم انتقل بعد ذلك إلى عابدواق بمحافظة جلجدود في الصومال، وانطبق منها إلى العاصمة الصومالية مقديشو ليكمل تعليمه الثانوي، التحق هيرالي بعد ذلك بالأكاديمية العسكرية الأمريكية، بحصوله على إحدى المنح التي وفرتها الولايات المتحدة للصومال كجزء من معاهدات بين الطرفين خلال الحرب الباردة في مقابل استخدام واشنطن للمنشآت البحرية في مدن كيسمايو ومقديشو وبربرة الساحلية، وعاد هيرالي إلى الصومال بعد حصوله على شهادة في العلوم العسكرية والعلاقات السياسية في الحرب العسكرية.

## الحرب الأهلية الصومالية
قاد العقيد بري هيرالي الجبهة الوطنية الصومالية (SNF) خلال الحرب الأهلية الصومالية وهزمت الجبهة الوطنية الصومالية قوات محمد فارح عيديد والمؤتمر الصومالي الموحد في مقاطعة جدو، ثم سيطرت على كيسمايو ومحافظة جوبا السفلى بعد طرد مليشيات محمد سعيد حرسي "مورغان" المتحالفة مع مجلس المصالحة والإصلاح.

## تحالف وادي جوبا
قاد بري هيرالي تحالف وادي جوبا (بالصومالية: Isbahaysiga Dooxada Juba)‏، الذي أعلن الاستقلال عن الصومال عام 1998 حتى تعرضت قواته للهزيمة على يد اتحاد المحاكم الإسلامية في عام 2006.
في 6 أغسطس 2001 وبعد 10 أيام من القتال العنيف وبمليشيا قوامها 40 عربة مدرعة و 1000 مقاتل استولى تحالف وادي جوبا على بلدة جلب من قوات مجلس المصالحة والإصلاح.
في محاولة لوقف العنف شارك العقيد هيرالي في مؤتمر المصالحة الصومالية الذي عقد في إلدوريت بكينيا عام 2002.

## الحكومة الاتحادية الانتقالية
عُين العقيد بري هيرالي وزيرا للدفاع في الحكومة الفيدرالية الانتقالية الصومالية. وكان له دور فعال في تقديم اقتراح حل وسط للمساعدة في إنشاء الحكومة الاتحادية الانتقالية في نوفمبر 2005.
هُزمت قوات بري هيرالي على يد اتحاد المحاكم الإسلامية الذي سيطر على كيسمايو في سبتمبر 2006 ولاحقت قوات الاتحاد فلول قوات وادي جوبا حتى سيطرت على كامل وادي جوبا في أكتوبر 2006. في 14 أكتوبر اعتُقلت زوجة بري هيرالي في كيسمايو ضمن نساء أخريات.
أعاد بري هيرالي تجميع قواته في محافظة جدو، وقاد قوات الحكومة الاتحادية الانتقالية التي شنت هجوما مضادا هدفه السيطرة على مقديشو، ونجحت القوات المتحالفة التي ساندتها القوات الإثيوبية في السيطرة على مقديشو بعد معارك متتالية خلال ديسمبر 2006 تُوجت بسقوط مقديشو في 29 ديسمبر 2006.

### استعادة وادي جوبا

سقوط مقديشو والتقدم نحو كيسمايو ، 27-29 ديسمبر 2006

في 29 ديسمبر 2006 تقدمت قوات الحكومة الاتحادية الانتقالية بقيادة وزير الدفاع (والرئيس السابق لتحالف وادي جوبا) بري آدم شيري نحو الجنوب وسيطرت على بؤالي التي تبعد حوالي 150 كم شمال كيسمايو، واستمرت الطائرات النفاثة الإثيوبية في القيام بدوريات فوق جلب  وتوجه رتل مكون من 15 دبابة نحو بؤالي وجلب، ولغّمت قوات المحاكم الطريق المؤدي إلى جلب.

### معركة جلب

في 31 ديسمبر 2006 وبعد معركة جلب الطاحنة تخلت قوات المحاكم عن كسمايو، وأعقب ذلك سقوطها في يد تحالف الحكومة الفيدرالية والقوات الإثيوبية في 1 يناير 2007.

### محاولة استعادة الأمن
في 31 ديسمبر 2006 واجهت قوات قادها وزير الدفاع مليشيات معارضة كانت تتنازع على السيطرة على مركبة عسكرية، ولدى اقتراب موكب وزير الدفاع توحدت المليشيا وبدأت بإطلاق النار تجاه الموكب الذين بدورهم اتخذوا موقفا دفاعيا، ووصل عدد الإصابات المؤكدة 10 من المليشيا و 2 من طرف موكب وزير الدفاع.

### العفو العام عن الإسلاميين
في 2 يناير 2007 أعلن بري هيرالي العفو العام عن أعضاء قوات المحاكم الإسلامية، مؤكدا الحكومة الانتقالية تتمتع بقوة كبير على عكس المشاع، وأنها تسيطر على جميع أنحاء البلاد.

### اعتقاله من قبل إثيوبيا
في 3 مايو 2011 أفادت تقارير باعتقال بري هيرالي من قبل القوات الإثيوبية بالقرب من دولو، بمحافظة جدو، إلا أنه أُطلق سراحه بعد ذلك بوقت قصير ثم انتقل سرا من دولو برفقة 5 من رجال ميليشيات قبيلة علي طيري الذين نقلوه إلى عيل واق، ومنها إلى نيروبي.

### الابتعاد عن الأنظار
ابتعد بري هيرالي عن السياسة وظل بعيدًا عنها منذ عام 2011 بعد إجباره من قبل القوات المشتركة لبعثة الاتحاد الأفريقي في الصومال ولواء راسكامبوني على الخروج من كيسمايو.